# 三羰基丁二烯合铁
三羰基丁二烯合铁是一种有机铁化合物，化学式为(C4H6)Fe(CO)3。这是最简单也是研究最多的丁二烯的配合物，它是橙色油状液体，仅低于室温便可凝固。它具有“钢琴凳”结构。
该化合物最初由五羰基铁和丁二烯共热得到。

## 化学性质
三羰基丁二烯合铁和PhP(OC2H5)2在氢醌的存在下于120-140 °C发生配体取代反应，生成C4H6Fe(CO)2PPh(OC2H5)2。

## 相关化合物
共轭丁二烯的零价铁配合物也有研究，如(η2-C4H6)Fe(CO)4和(η2:η2-C4H6)(Fe(CO)4)2已得到晶体。此外，还有一些化合物是基于取代丁二烯及其有关物种的配体，这一类的有具有手性的(η4-iC5H8)Fe(CO)3及(C4H4)Fe(CO)3。